# Maio (Cap-Vert)
Pour les articles homonymes, voir Maio.
Maio (en créole capverdien : Máiu ou Mai) est l'une des îles de Sotavento situées au sud de l'archipel du Cap-Vert ; elle est au sud de l'île Boa Vista et à l'est de l'île de Santiago.
Elle est desservie par l'aéroport de Maio.
Depuis 2020, l'île abrite une réserve de biosphère reconnue par l'UNESCO.

## Géographie

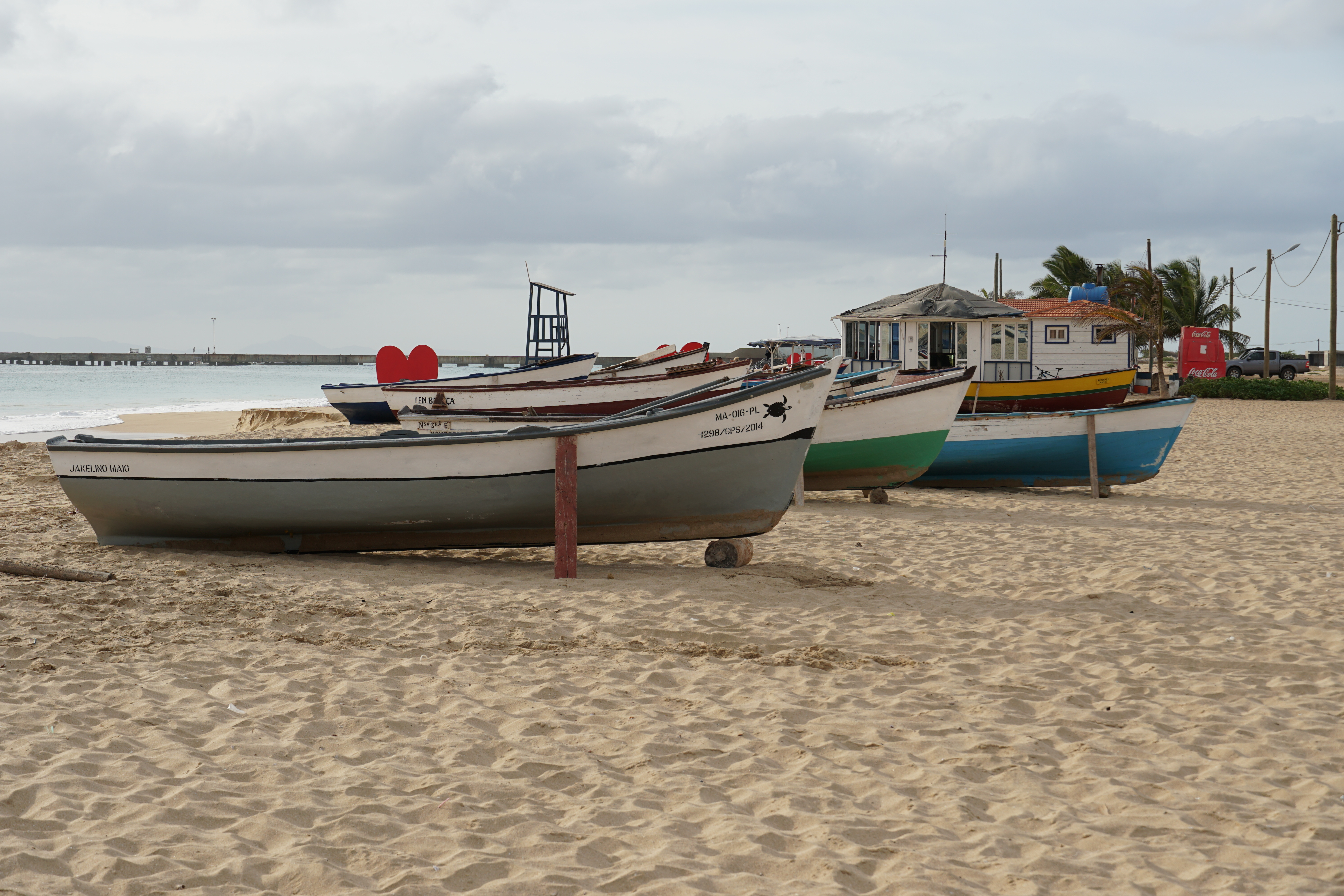
Petits bateaux de pêche sur une plage de Maio.

A 25 km de Santiago et ainsi à 10 minutes de vol de celle-ci, elle s'étend sur 25 km de longueur pour une largeur de 16 km. 
Son point culminant est le Monte Penoso qui s'élève à 436 m d'altitude. L'île est soumise à l'érosion du vent et ne présente aucune trace de son passé volcanique. Son climat est aride et son sol très calcaire. Quelques oasis de cocotiers se trouvent au sud ainsi qu'une cinquantaine d'hectares de terres arables et la plus grande forêt reconstituée du pays. Le nord est composé de dunes.

## Histoire
L'île a été découverte en mai 1460 par Diego Gomes et Antonio de Noli qui lui donnent son nom. 
En 1483, Georges de Bissipat, marin au service du roi Louis XI, qui était alors malade, quitta la France sur ordre de ce dernier, dans le but de trouver des tortues marines géantes. En effet, il existait à l'époque des récits de voyageurs prétendant que le sang de tortue marine géante avait le pouvoir de soigner la lèpre, en y trempant la partie du corps malade, puis en consommant la chair de la tortue. Bissipat partit à destination de l'île de Maio, avec deux bateaux et une barque, jaugeant ensemble 700 à 800 tonnes, et comprenant en tout 300 soldats, mais le roi mourut avant le retour de l'expédition. 
Elle sert à l'origine pour le pâturage de chèvres qui, laissées en liberté, en appauvrissent le sol. L'exploitation du sel y débute au XVIIe ce qui a pour conséquence le peuplement de l’île. 
Les Anglais utilisent l'île comme lieu d’approvisionnement, d'où le nom de Porto Inglès du port. Son sel est expédié au Brésil et va enrichir l'île mais, un impôt sur le sel et des mesures protectionnistes du gouvernement brésilien mettent fin à son développement qui cesse totalement au début du XXe siècle. Les famines et la sécheresse entraînent une importante émigration.
L'île essaie depuis ce temps de vivre du tourisme.

## Population
La population est d'environ 7 000 habitants, et la principale activité de l'île est la culture du maïs, melons, haricots et la production de sel ainsi que le tourisme.
|                    | 1580 | 1650 | 1720 | 1800 | 1900  | 1950  | 1960  | 1970  | 1980  | 1990  | 2000  | 2010  |
| Nombre d'habitants | 50   | 120  | 250  | 700  | 1 900 | 1 879 | 2 680 | 3 466 | 4 098 | 4 964 | 6 754 | 6 952 |

## Localités
- Calheta
- Cascabulho
- Figueira da Horta
- Morrinho
- Morro
- Pedro Vaz
- Ribeira Dom João
- Vila do Maio